# Шамотна
Шамо́тна — пасажирський залізничний зупинний пункт Лиманської дирекції Донецької залізниці на лінії Ступки — Краматорськ між станціями Часів Яр (6 км) та Ступки (10 км). Розташований на східній околиці міста Часів Яр Бахмутського району Донецької області.
Пасажирське сполучення не здійснюється понад 10 років.